# 科雷萬湖
科雷萬湖是俄羅斯的湖泊，由阿爾泰邊疆區負責管轄，長4公里、寬2公里，面積4.2平方公里，海拔高度337米，最大水深28米，集水區面積55.8平方公里。